# 박정빈 초상
박정빈 초상(朴廷賓 肖像)은 경상남도 양산시 양산시립박물관에 있는 18세기의 초상화이다. 2016년 2월 4일 경상남도의 문화재자료 제616호로 지정되었다.

## 개요
박정빈 초상화는 정면관 및 흉배의 크기와 관모 모정의 높이 등에서 18세기 전반 양식을 보여주고 있는데 정면관과 호피가 깔린 교의, 족좌대 위의 팔자형 신발 배치 등은 중국 초상화 형식 또한 수용되어 있는 것으로 보인다.
반면에 정면관의 초상화의 경우 조선후기에 칠분면 또는 팔분면의 초상화에 비해 유행하지 못하다가 20세기 초 다시 많이 그려지는 양식이기도 하다. 그리고 영조 때에 문신 당상관은 운학 흉배, 당하관은 백학 흉배로 통일되었던 것에 비추어 박정빈이 1730년(영조 6) 정2품 당상관에 오른 이후에 제작되었다고 볼 수 있다.
이 초상화가 지방화가에 의해 제작된 것으로 18세기 전반에 최초 제작된 후 후대에 다시 이전 초상화 형식을 그대로 고수하여 재모사되는 과정을 거친 것으로 추정된다.
18세기 전반의 초상화 양식 및 20세기 이전 정면관의 전신교의좌상 양식을 확인할 수 있는 좋은 자료이다.

## 참고 자료
- 박정빈 초상 - 국가유산청 국가유산포털